# Hayami Kishimoto
Pour les articles homonymes, voir Kishimoto.
Hayami Kishimoto (岸本 早未, Kishimoto Hayami) née le 25 juin 1987 à Kyōto au Japon est une chanteuse japonaise de J-pop produite par les studios GIZA. Surnommée "Haya" par ses fans, elle fait très attention à la danse et à la mise en scène de ses clips. Elle est du groupe sanguin A.
L'une de ses participations les plus remarquées à l'extérieur du Japon fut celle dans l'anime Détective Academie Q ou en japonais 探偵学園Q (Tantei Gakuen Q) des studiots Pierrot, où elle interpréta trois génériques :
- Mei Q!?-Meikyû-MAKE YOU (迷Q!?-迷宮-MAKE★YOU-?) : Premier générique d'ouverture ou "Opening Theme" de la série.
- Mienai Story (みえないストーリー?) : Troisième générique de fermeture ou "Ending Theme" de la série.
- Kaze ni Mukai Aruku Youni (風に向かい歩くように?) : Quatrième générique de fermeture ou "Ending Theme" de la série.

## Profil
- Nom de scène: Hayami Kishimoto (岸本早未?)
- Nom véritable: Hayami Kishimoto (岸本早未?)
- Date de naissance: 25 juin 1987
- Lieu de naissance: Kyōto, Japon
- Signe Astrologique: Cancer
- Groupe sanguin: A
- Style de musique préféré: Reggae
- Artistes préférés: Christina Milian, Sean Paul, The Black Eyed Peas, Britney Spears, Beyoncé Knowles
- Couleur préférée:  Rose
- Marque favorite: B-Style
- Plats préférés: Simplement de la viande et de la guimauve
- Plats qu'elle déteste: Le soja fermenté
- Boisson préférée: eaux minérales Évian et le jus de pamplemousse rose
- Passe-temps: La couture, la danse, le chant.
- Son avenir: "J'espère devenir une artiste soutenue par mes fans..."

## Biographie
Hayami nous informe sur son blog que c'est sous l'influence de sa sœur aînée qu'elle a commencé à prendre des cours de danse, puis de chant vers l'âge de 10 ans. Le 22 octobre 2002, elle est remarquée lors de sa participation à l'audition GIZA studio PRESENTS "DIG STAR" pour les studios GIZA, dans la catégorie chant. L'année suivante, le jour de son seizième anniversaire, elle sort son premier single Mei Q!?-Meikyû-MAKE YOU (迷Q!?-迷宮-MAKE★YOU-) qui deviendra le premier "Opening Theme" de l'anime Détective Academie Q.
Après de nombreux passages à la radio, dans des magazines de mode, et à la télévision, la chanteuse s'est peu à peu éclipsée de la scène. Son blog n'est plus mis à jour depuis le 22 avril 2008 où elle nous informa qu'elle n'oubliait pas ses fans et, tout en s'excusant, qu'elle comptait rattraper son retard dans sa mise à jour.
Aujourd'hui, elle semble avoir cessé toute activité dans le milieu de la musique pour se consacrer entièrement à la mode. Elle n'est d'ailleurs même plus référencée sur le site des studios GIZA.